# Claudia Potenza
Claudia Potenza (Manfredonia, 27 maggio 1981) è un'attrice italiana.

## Biografia
Originaria di Manfredonia, dopo aver studiato recitazione a Roma, ha lavorato in teatro ed ha esordito in televisione partecipando alle serie televisive Distretto di Polizia e R.I.S. e alla miniserie Puccini. Al cinema ha recitato nei film Feisbum (2009) e Basilicata coast to coast (2010), per il quale è stata candidata al David di Donatello come migliore attrice non protagonista.
Nel 2011 ha partecipato al Resto Umile World Show, trasmissione televisiva di Checco Zalone, andata in onda su Canale 5 il 2 e 9 dicembre. Sempre nel 2011 ha recitato nel film televisivo prodotto da Sky Cinema, Un Natale per due con Alessandro Gassmann ed Enrico Brignano. Nel 2012 torna sul grande schermo con il film Magnifica presenza di Ferzan Özpetek e poi in televisione è una delle protagoniste dell serie Il clan dei camorristi per Canale 5 (trasmessa da gennaio a febbraio 2013), in cui interpreta Rosa Russo, la moglie del boss camorrista "O' Malese".

## Filmografia

### Cinema
- Feisbum - Il film, registi vari (2009)
- Viola di mare, regia di Donatella Maiorca (2009)
- Basilicata coast to coast, regia di Rocco Papaleo (2010)
- I più grandi di tutti, regia di Carlo Virzì (2011)
- Magnifica presenza, regia di Ferzan Özpetek (2012)
- Outing - Fidanzati per sbaglio, regia di Matteo Vicino (2013)
- Una piccola impresa meridionale, regia di Rocco Papaleo (2013)
- Era d'estate, regia di Fiorella Infascelli (2016)
- Monte, regia di Amir Naderi (2016)
- Non c'è campo, regia di Federico Moccia (2017)
- Nove lune e mezza, regia di Michela Andreozzi (2017)
- Si muore tutti democristiani, regia de Il Terzo Segreto di Satira (2017)
- Da grandi, regia di Fausto Brizzi (2023)
- Indagine su una storia d'amore, regia di Gianluca Maria Tavarelli (2024)
- L'Anima Salva, regia di Federica Biondi (2024)
- Madame Luna, regia di Daniel Espinosa (2024)
- Il mestiere, regia di Beppe Tufarulo (2025)

### Televisione
- Distretto di Polizia 4 – serie TV, 1 episodio (2003)
- Distretto di Polizia 7 – serie TV, episodio 7x20 (2007)
- Puccini, regia di Giorgio Capitani – miniserie TV (2009)
- Un Natale per due, regia di Giambattista Avellino – film TV (2011)
- Il clan dei camorristi – serie TV, 8 episodi (2013)
- Con il sole negli occhi, regia di Pupi Avati – film TV (2015)
- Non mentire, regia di Gianluca Maria Tavarelli – miniserie TV (2019)
- La Compagnia del Cigno – serie TV (2019, 2021)
- Tutta colpa della fata Morgana, regia di Matteo Oleotto – film TV (2021)
- Vita da Carlo – serie TV (2021, 2023)
- Adorazione – serie TV (2024)

### Cortometraggi
- La stagione dell'amore, regia di Antonio Silvestre (2012)
- Meglio se stai zitta, regia di Elena Burika (2013)
- Per sempre, regia di Paolo Genovese (2016)

## Altro
- Resto Umile World Show - Trasmissione TV - Condotta da Checco Zalone (2011)
- Pubblicità Regione Liguria (2021)

## Premi e riconoscimenti
- Nomination al David di Donatello come migliore attrice non protagonista per Basilicata coast to coast nel 2011[1]